# Emmotum celiae
Emmotum celiae är en tvåhjärtbladig växtart som beskrevs av Richard Alden Howard. Emmotum celiae ingår i släktet Emmotum och familjen Icacinaceae. Inga underarter finns listade i Catalogue of Life.